# Fàbrica d'indianes
Les fàbriques d'indianes van ser unes instal·lacions industrials dedicades a la producció d'indianes, que es van establir a principalment a Barcelona i Mataró en els segles xviii i xix. Fins al principi del segle xviii, els productes de cotó arribaren quasi exclusivament de l'Índia i foren comercialitzats per grans societats empresarials, com la poderosa Companyia Britànica de les Índies Orientals; aquestes companyies toparen amb l'oposició de les manufactures locals de la llana i la seda, que veien en el producte un perillós competidor. Cap a l'any 1700, aquests productors de llana i seda aconseguiren la prohibició de la importació de les indianes, nom amb què es coneixien aquests primers teixits de cotó. Amb aquesta llei es donà via lliure a la formació de manufactures d'indianes que importaven la primera matèria, al principi de les colònies de les Índies occidentals i, des del 1790, de les plantacions conreades per esclaus del sud dels Estats Units.
El 1746 Barcelona comptava amb una vintena de fàbriques d'indianes, però gràcies a la innovació tècnica la indústria passà a ser un referent d'avantguarda. Entre aquestes innovacions cal destacar la màquina de filar cotó inventada pel fabricant barceloní Josep Canaleta el 1765, i la creació de la màquina coneguda com "la berguedana" per part de l'industrial de bergadà Ramon Farguell.
El 1784 hi havia més de 80 fàbriques d'indianes a Barcelona, amb 2000 telers i 9000 treballadors. Segons un cens de 1851, a la zona ocupada per l'actual barri de La Marina del Prat Vermell hi havia sis prats d'indianes, entre ells el Prat Vermell.
Amb la Guerra Gran (1793-1795), la Guerra del Francès (1808-1814) i la pèrdua de les colònies americanes, les fàbriques d'indianes iniciaren la decadència i foren progressivament superades per les fàbriques de filats i teixits.

## Organització
Aquestes fàbriques eren més modernes que les anteriors perquè no estaven sotmeses als privilegis dels gremis, es podien establir a les ciutats i agrupar els treballadors. Primer les fàbriques d'indianes només estampaven els teixits, que importaven de fora. Però, després, van anar abraçant la producció de teixit i la filatura i només havien d'importar el cotó.
Les fàbriques d'indianes eren les més modernes en la indústria de l'època, ja que els gremis no la sotmetien als seus privilegis, podien establir-se a la ciutat, i aglutinar el personal treballador. Així, presentaven una organització diferenciada a la del taller artesà o la indústria domiciliària. Com a característiques rellevants cal destacar:
- Concentració de la producció en un únic espai.
- Divisió del treball en activitats diferents dins la fàbrica (dutes a terme per treballadors especialitzats).
- Organització jeràrquica del personal (els treballadors eren coordinats per fabricants i majordoms).

Aquests elements són també presents a la fàbrica moderna, per la qual cosa a les fàbriques d'indianes també se les coneix com a protofàbriques.
En les fàbriques es duia a terme tres de les quatre fases necessàries per a la manufactura de les indianes:
- filatura
- tissatge
- estampació

La fase de blanqueig, efectuada abans de l'estampació, es duia a terme en el prat d'indianes, ja que es requeria una gran quantitat d'aigua i amplis espais per la seva execució.